# Tom und der neue Mausketier
Tom und der neue Mausketier ist ein US-amerikanischer Zeichentrick-Kurzfilm von William Hanna und Joseph Barbera aus dem Jahr 1954.

## Handlung
Die kleine Maus Nibbles wird von ihrem Vater François Mouse zu Capitaine Jerry nach Paris geschickt, um zu einem Musketier ausgebildet zu werden. Jerry erkennt schnell, dass aus dem ungeschickten Nibbles kein Musketier werden kann, neigt er doch gegenüber Katzen zu Selbstüberschätzung, fällt jedoch im Gegenzug über die eigenen Füße und spießt Jerry mehr als einmal mit seinem Degen auf. Er schickt Nibbles daher mit einem Schreiben zu seinem Vater, in dem er ihm mitteilt, dass sein Sohn nie ein Musketier werden wird.
Nibbles hat sich kaum mit dem Brief von Jerry entfernt, als der von der Katze Tom angegriffen wird. Nibbles eilt Jerry zu Hilfe und verjagt Tom mit explodierenden Sektflaschen und angestochenen Weinfässern, deren Inhalt sich zu Sturzbächen in die Straßen von Paris ergießt und den Kater schließlich davonspült.
Nibbles wird nun von Jerry zum Musketier erhoben. Als Nibbles Jerry mal wieder unabsichtlich mit seinem Degen aufspießt, versohlt ihm Jerry dennoch den Hintern. Nibbles merkt an, dass das nun mal der Krieg sei („C'est la guerre!“).

## Produktion
Tom und der neue Mausketier erschien am 18. Dezember 1954 als Teil der MGM-Trickfilmserie Tom und Jerry. Es war der 89. Trickfilm der Serie und nach Der liebe Tom verliert den Kopf der zweite von vier Filmen um die Mausketiere. Es war zudem der erste Tom-und-Jerry-Trickfilm, der in Cinemascope veröffentlicht wurde.
Der Film mischt französische Sprache mit englischer Schrift. Nibbles wird im Film von Françoise Brun-Cottan synchronisiert.

## Auszeichnungen
Tom und der neue Mausketier wurde 1955 für einen Oscar in der Kategorie „Bester animierter Kurzfilm“ nominiert, konnte sich jedoch nicht gegen When Magoo Flew durchsetzen.